# Fabrício Farias
Fabrício Ruan Rocha Farias (Teresina, Piauí, 8 de mayo de 2000) es un deportista brasileño que compite en bádminton. Ganó tres medallas en los Juegos Panamericanos, dos bronce en 2019 y plata en 2023.

## Palmarés internacional
| Juegos Panamericanos | Juegos Panamericanos | Juegos Panamericanos | Juegos Panamericanos |
| Año                  | Lugar                | Medalla              | Prueba               |
| -------------------- | -------------------- | -------------------- | -------------------- |
| 2019                 | Lima (Perú)          | Medalla de bronce    | Dobles               |
| 2019                 | Lima (Perú)          | Medalla de bronce    | Dobles mixto         |
| 2023                 | Santiago (Chile)     | Medalla de plata     | Dobles               |